# TMNT (película)
TMNT  (Tortugas ninja jóvenes mutantes  en España y TMNT: Las Tortugas Ninja en Hispanoamérica) es una película estadounidense animada de acción de 2007 escrita y dirigida por Kevin Munroe, basada en los personajes de las Tortugas Ninja. La producción es la cuarta película realizada de la saga y la primera en crearse mediante CGI. Fue realizada por Imagine Entertainment.
El filme cuenta con las voces de Nolan North, James Arnold Taylor, Mikey Kelley, Mitchell Whitfield, Chris Evans, Sarah Michelle Gellar, Kevin Smith, Patrick Stewart, Zhang Ziyi y Laurence Fishburne como narrador. Cabe destacar que fue la última película de Mako Iwamatsu tras su fallecimiento.
Según el orden cronológico, la trama tiene lugar en el final de la tercera película. Las cuatro Tortugas Ninja (Raphael, Leonardo, Donatello y Michelangelo) deciden separarse y seguir cada uno su camino tras derrotar a Shredder, sin embargo vuelven a reunirse cuando misteriosas criaturas acechan Nueva York.
El estreno tuvo lugar el 23 de marzo de 2007 siendo un éxito de taquilla tras recaudar 95 millones de dólares a nivel internacional. En cuanto las críticas, fueron en su mayoría negativas. Aparte de la producción cinematográfica, se hizo merchandising de juguetes, videojuegos y cómics.

## Argumento
Hace 3000 años, un señor de la guerra llamado Yoatl y sus cuatro generales hallan las estrellas de Kikan, una entrada de un portal que conduce a un universo paralelo del que se dice que emana fuerza. Con la energía recibida, Yoatl se vuelve inmortal mientras que los otros cuatro se vuelven de piedra. Dicho portal libera trece monstruos inmortales que derrocan a su ejército al igual que a sus enemigos.
En el presente, las tortugas ninja han decidido separarse tras vencer a Shredder: el maestro Splinter manda a Leonardo a América Central para entrenarse, Donatello trabaja como especialista en la tecnología de la información, Michelangelo como animador de fiestas de cumpleaños y Raphael es el único que sigue combatiendo la criminalidad con el sobrenombre del "Vengador". Por otro lado, April O'Neil trabaja en una compañía de espeleología  buscando reliquias para coleccionistas.
Durante un viaje de negocios, April encuentra a Leonardo y le cuenta que el grupo se ha distanciado, pidiéndole volver a Nueva York.
Al volver a la ciudad April y su novio Casey Jones, le entregan a su cliente: Max Winters, portavoz de una empresa piramidal, una estatua. Por otro lado, Winters, el cual resulta ser Yoatl contrata a Karai y al Clan Foot para que inicien la búsqueda de las trece criaturas. En cuanto a sus antiguos generales, consigue reanimarles gracias a la tecnología moderna.
Leonardo, Donnatello y Michelangelo vuelven a reunirse por primera vez en años a excepción de Raphael, quien decide ir tras las criaturas por su cuenta desobedeciendo así las órdenes de Splinter. Sin embargo, este les dice que a pesar de estar incompletos, saben lo que tienen que hacer. Tras la captura de once de las criaturas, el general Águila cuestiona las acciones de Yoatl y convence a los demás generales para traicionarle. Mientras, Raphael se encuentra con uno de los monstruos, pero falla en el intento de apresarlo y se pelea con Leonardo, rompiéndole las espadas obligándolo así a dejar el grupo. Rafael se siente culpable y escapa, dejando a Leonardo débil; esto lo aprovechan los generales y el clan foot, los cuales se llevan a Leonardo; y Rafael, en un intento de salvarlo, fracasa, regresando a la base y contándole al maestro Splinter lo que sucede; este decide volver a la superficie a recuperar su territorio. Mientras, la puerta de entrada vuelve a abrirse en lo alto de la torre Winters y Yoatl es consciente de los planes de sus generales.
Cuando llegan al lugar del vórtice, Yoatl les revela que quiere librarse de la maldición que supone la inmortalidad, mientras que sus generales la ansían trayendo así más monstruos con la intención de apoderarse del mundo. Tras aliarse con quienes eran sus enemigos, Yoatl y Splinter junto a los demás deciden combatir las fuerzas malignas hasta que April, Casey y Karai llegan a la torre con el último monstruo que quedaba y devuelve a los generales al portal. De nuevo como ser mortal, Yoatl desaparece y la película termina con Raphael explicando que las tortugas lo hacen todo juntas y pase lo que pase y a quien tengan que enfrentarse siempre serán hermanos.

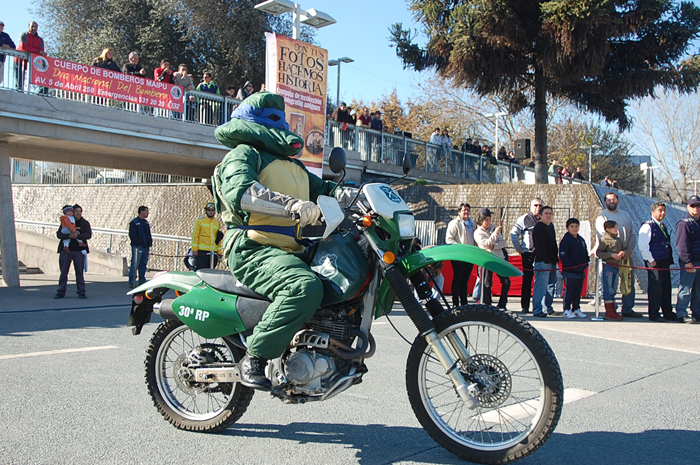

## Reparto
- James Arnold Taylor ... Leonardo
- Mitchell Whitfield ... Donatello
- Mikey Kelley ... Miguel Ángel
- Nolan North ... Rafael
- Chris Evans ... Casey Jones
- Sarah Michelle Gellar ... April O'Neil
- Mako Iwamatsu ... Maestro Splinter
- Patrick Stewart ... Max Winters/Yoatl
- Zhang Ziyi ... Karai
- John DiMaggio ... Coronel Santino
- Paula Mattioli ... General Serpiente
- Kevin Michael Richardson ... General Águila
- Fred Tatasciore ... General Gato
- Frank Welker ... General Mono
- Kevin Smith ... Diner Cook
- Laurence Fishburne ... Narrador

## Doblaje (Versión Warner)
- Jesús Barrero ... Leonardo
- Eduardo Ramírez ... Donatello
- Javier Olguín ... Miguel Ángel
- Víctor Ugarte ... Rafael
- Rafael Pacheco ... Casey Jones
- Mireya Mendoza ... April O'Neil
- Arturo Mercado ... Maestro Splinter
- Juan Alfonso Carralero ... Max Winters/Yoatl
- Ishtar Saénz ... Karai
- Víctor Hugo Aguilar ... General Águila
- Jorge Lapuente ... Narrador

## Doblaje (Versión Videomax)
- Luis Daniel Ramírez ... Leonardo
- Alan Prieto ... Donatello
- Gabriel Ortiz ... Miguel Ángel
- Gerardo García ... Rafael
- Víctor Ugarte ... Casey Jones
- Gaby Ugarte ... April O'Neil
- Jorge Badillo ... Maestro Splinter
- Andrés García ... Max Winters/Yoatl
- Karina Altamirano ... Karai
- Rubén Moya ... General Águila
- Alejandro Vargas Lugo ... Narrador

## Producción
A principio de los años 90 New Line Cinema produjo la primera parte de la saga de TNMT y las demás en 1992 y 1993. En cambio, la cuarta es la primera en rodarse mediante uso de CGI. En el año 2000 anunciaron que iban a realizar la cuarta dirigida por John Woo. La producción llevó al cineasta a prescindir de otros proyectos.
El cocreador ejecutivo: Peter Laird se inspiró en las anteriores películas. Munroe declaró que quería una versión digitalizada de las Tortugas ninja en lugar de recurrir al rodaje en imagen real para darle más realismo a la historia y que conectara con el público. El productor Tom Gray explicó que la decisión de prescindir del rodaje en imagen real se debía al costoso presupuesto que conllevaría la realización de la misma.
Sobre el argumento, el director comentó que tuvieron bastantes ideas que flotaban por el aire siendo una la que cayó sobre Nueva York y la importancia de la familia. Mientras repasaban el guion, Munroe pidió "menos cowabunga" y un toque "más oscuro" en contraste con los cómics y la serie infantil para atraer a un público más amplio. 

Tuve una sensación específica al respecto, ya que mezclar comedia con acción es algo obvio. La mayoría de los espectadores siempre quieren algo divertido. En mi opinión, esa versión podría haber estado bien, pero buscábamos algo diferente que muestre que la animación sirva para algo más que ver unos animales cómicos saltando de un lado para otro y tirarse pedos.

 En cuanto al diseño buscó que la película fuese lo más fiel posible al cómic del cual sacó al personaje de Karai, personaje favorito de Munroe.
El desarrollo y la producción previa empezó en junio de 2005 en los estudios Imagi's de Los Ángeles, mientras que la animación por CGI se hizo en Hong Kong y la postproducción en Hollywood. El diseño de la ciudad de Nueva York corrió a cargo de Simon Murton por su experiencia en dibujar varios edificios de Manhattan y otras zonas urbanas: 

Empezamos con la animatica basándonos en varias películas de los años 40 y 50. Con esto queríamos dar un toque de luminosidad y crear una realidad alternativa.

 Los encargados de la animación se inspiraron en algunas películas de acción de Hong Kong para las escenas de acción. El director de animatica Kim Ooi explicó que con el CGI podían estilizar los movimientos y adaptarlos al formato en imagen real. Para la producción recurrieron al software Maya de los estudios Pixar.
El nuevo reparto difiere al de las anteriores producciones: solo Jim Cummings y Frank Welker son los únicos actores de las antecesoras, de hecho Cummings era uno de los actores que ponía la voz en la serie original. El elenco también cuenta con la participación de Mike Kelley (del primer videojuego) y James Arnold. El filme fue la última película de Mako Iwamatsu, el cual anunció el 20 de julio de 2006 en la Convención del Cómic de San Diego que sería el encargado de ponerle la voz a Splinter. Al principio de los créditos finales, aparece un mensaje en su memoria. Aunque el actor fallecido es el único actor acreditado, Greg Baldwin también contribuyó en el personaje, por lo que tuvo que imitar la voz de Iwamatsu.
Munroe habló sobre una posible secuela:

Estaría bien ver a Shredder. Me encantaría ahondar un poco más en Karai y al Rey de las Ratas. Aunque este último sea un villano, creo que hay algo de bondad en él, aunque no creo que aparezca en la próxima secuela. También pienso que sería divertido la idea de viajar a otros mundos o invadir algo [...] tenemos una variedad de ideas para Peter Laird. 'De acuerdo, Pete, viajarán a través del tiempo e irán a parar a la época de los mayas y lucharan contra aliénigenas que acaban de teletransportarse al mismo tiempo'. Y responderá como 'hey, si eso lo hicimos en 1992' o por el estilo. Lo que quiero decir, es que tenemos material de sobra.

## Recepción

### Taquilla
La película alcanzó el primer puesto de la taquilla estadounidense tras su estreno superando a 300, (la cual llevaba dos semanas) y otras producciones como The Last Mimzy, Shooter, Pride, The Hills Have Eyes 2 y Reign Over Me. Durante el primer fin de semana (del 23 al 25 de marzo de 2007) recaudó 25,41 millones de dólares. En cuanto al mercado internacional, ganaron cerca de 95 millones además de las ventas en DVD y Blu-ray.

### Críticas
Las críticas recibidas por los medios fueron dispares. En el sitio web Rotten Tomatoes obtuvo un 64% de nota en un total de 116 críticas recibidas junto a una nota media de 5/10, algunos comentarios alabaron la dirección artística del filme, pero criticaron el argumento y los diálogos por carecer de la ironía y las "tonterías" de las secuelas anteriores. Desde Metacritic, los críticos puntuaron la producción con un 41% de un total de 21 críticas.
Claudia Puig del USA Today comentó en una crítica más negativa que "el director buscaba dar una pincelada nueva a la película, pero de una manera muy rebuscada en la que intentan lucirse desde el título hasta un guion mundano y un argumento infantil". Michael Ordona de Los Angeles Times escribió: "a pesar de la apariencia casi humana de los personajes animados, los cineastas esperaban que nos tomásemos este trabajo muy en serio... tal vez demasiado". Wesley Morris fue más crítico y calificó tanto el argumento como la película de "basura" y añadió que el mensaje de "familia, familia, familia" está más que manido.
Por el contrario, hubo críticas más positivas. Todd Gilchrist de IGN comentó que la película era "una divertida película de acción que satisfará a los espectadores durante años, ya sea por la historia, la animación por CGI o la cuidadosa escena a la hora de hacer las animaticas de los personajes". Stephen Hunter del The Washington Post comentó de manera favorable el argumento y declaró que la película se dejaba ver. Según Steve Rea del The Philadelphia Inquirer, hace hincapié en la carencia de tonos "oscuros" o escenas que puedan aterrar al público infantil, por lo que recomienda esta película a los pequeños. También comentó los efectos visuales y de sonido con los que [dijo] los niños se sentirán atraídos".

## Lanzamiento

### DVD y Blu-ray
La fecha inicial para la venta en DVD y Blu-ray (para Estados Unidos y Canadá) de la película iba a ser el 30 de marzo de 2007 para que coincidiera con el decimoséptimo aniversario de la primera película, pero se adelantó al 27 del mismo mes. El 7 de agosto de 2007 se lanzó una edición especial en ambos formatos, y en 2009 salió a la venta la tetralogía para celebrar el vigesimoquinto aniversario de la franquicia.

## Banda sonora
El 20 de marzo de 2007 salió a la venta la banda sonora de la película. El álbum fue producido por Atlantic Records con licencia de Motion Picture.
A diferencia de las anteriores bandas sonoras de 1990, '91 y '93, que contenían temas de música tecno y rap, en esta se incluyen sencillos de pop punk y emo. La composición corre a cargo de Klaus Badelt.
| N.º | Título                            | Artist                  | Duración |  |
| 1.  | «Shell Shock»                     | Gym Class Heroes        |          |  |
| 2.  | «Rip It Up»                       | Jet                     |          |  |
| 3.  | «There's a Class for This»        | Cute Is What We Aim For |          |  |
| 4.  | «Awww Dip»                        | Cobra Starship          |          |  |
| 5.  | «Roses»                           | Meg & Dia               |          |  |
| 6.  | «Bring Me Along»                  | Pepper                  |          |  |
| 7.  | «Fall Back Into My Life»          | Amber Pacific           |          |  |
| 8.  | «Red Flag»                        | Billy Talent            |          |  |
| 9.  | «Walking on Water»                | This Providence         |          |  |
| 10. | «Youth Like Tigers»               | Ever We Fall            |          |  |
| 11. | «Lights Out» (Chris Vrenna Remix) | P.O.D.                  |          |  |
| 12. | «Black Betty»                     | Big City Rock           |          |  |
| 13. | «I Love Being A Turtle» (Score)   | Klaus Badelt            |          |  |
| 14. | «Nightwatcher» (Score)            | Klaus Badelt            |          |  |